# PP-91 KEDR
El PP-91 KEDR es un subfusil calibre 9,2 mm de origen ruso. Fue desarrollado a partir de un prototipo de la década de 1970 y adoptado en 1994 por el Ministerio del Interior ruso.

## Descripción
El PP-91 es un subfusil de fuego selectivo diseñado por Yevgeny Dragunov (diseñador del fusil de francotirador SVD) de diseño sencillo y fácil fabricación.
Es accionado por retroceso y dispara a cerrojo cerrado, lo que permite efectuar disparos más precisos de lo que sería posible desde un subfusil que dispara a cerrojo abierto. La munición se alimenta desde un cargador de doble hilera y posee un culatín plegable para el hombro.
Fabricado en chapa de acero estampada, pesa cerca de 1,57 kg. La palanca del seguro/selector está situada en el lado derecho del cajón de mecanismos y permite disparar en modo semiautomático y en modo automático con una cadencia de 800 disparos/minuto. El alcance efectivo del PP-91 está entre 50-100 m. El arma usa un alza dióptrica y permite el uso de un puntero láser y un silenciador.

## Variantes
- PP-71: Prototipo desarrollado para el Ministerio de Defensa, probado entre 1969 y 1972, y que no entró en producción.
- PP-91-01 "KEDR-B": Con silenciador integrado y dispara el cartucho 9 x 18 Makarov.[1]
- PP-9 "Klin": Dispara el cartucho 9 x 18 Makarov M y fue producido entre 1996 y 2002 para el Ministerio del Interior. Al emplear un cartucho más potente, su cerrojo es más pesado y su recámara está acanalada para facilitar la extracción del casquillo.
- PP-919 "Kedr-2": Desarrollado entre 1994 y 1996 para disparar el cartucho 9 x 19 Parabellum. Se produjeron tres ejemplares.
- PKSK: Modelo semiautomático que dispara el cartucho 9 x 17 Corto y tiene un cañón más largo, diseñado para las empresas de seguridad privada. Tiene un cargador de diez cartuchos. Es producido desde abril de 1998 en pequeños lotes.[2]
- KMO-9 "Korsak": Prototipo semiautomático con cañón alargado, que dispara el cartucho 9 x 21 IMI. Fue diseñado para uso civil: tiro deportivo, caza o entrenamiento de tiro.
- PST "Corporal": Versión semiautomática para empresas de seguridad privada. Dispara el cartucho 10 x 23 T y tiene un cargador de 10 cartuchos.
- PDT-9T "Yesaul": Versión semiautomática que dispara el cartucho no letal 9 mm PA y tiene un cargador de 10 cartuchos. Disponible desde 2005.[3]
  - "Yesaul-2": Un prototipo automático que dispara el cartucho no letal 9 mm PA, pero con cargador de 20 cartuchos.
- PDT-13T "Yesaul-3": versión semiautomática que dispara el cartucho no letal .45 Rubber y tiene un cargador de 10 cartuchos. Fue diseñado en 2009.